# Tajna Armia Polska
Die Tajna Armia Polska (deutsch Geheime Polnische Armee) war eine während des Zweiten Weltkrieges gegen die deutschen und sowjetischen Besatzer im Untergrund agierende Militärorganisation.

## Geschichte
Nach der Kapitulation der regulären polnischen Streitkräfte im Oktober 1939, entstanden überall im vom Deutschen Reich und der Sowjetunion besetzten Polen einzelne konspirative Gruppen.
Am 9. November schlossen sich in Warschau zwei Gruppen unter der Leitung von Jan Dangel, einem Zivilisten, und Jan Włodarkiewicz, einem Major, zur Geheimen Polnischen Armee zusammen, um landesweit Widerstand gegen den Nationalsozialismus zu leisten und verstärkt Maßnahmen wie Spionage und Sabotage zu ermöglichen.
Zu Anfang hatte die Militärorganisation rund 300 Mitglieder, meist Studenten. Mit Hilfe ihres Mitgliedes Witold Pilecki rekrutierte die Geheime Polnische Armee schnell weitere Mitglieder aus militärischen Kreisen und dem katholischen Bildungsbürgertum.
Nach November 1940 erlitt die Geheime Polnische Armee eine Reihe von Rückschlägen, die sie zwangen, verstärkt im Untergrund zu agieren und offene Kampfhandlungen vorerst einzustellen. Im Februar 1942 ging sie zusammen mit anderen Militärorganisationen in der Polnischen Heimatarmee auf.